# No Woman, No Cry
No Woman, No Cry (с англ. — «Нет, женщина, не плачь») — песня в стиле регги, ставшая всемирным хитом в исполнении группы The Wailers — в 1974 году она вышла на их студийном альбоме Natty Dread.
Наиболее известна концертная версия из альбома Live! 1975 года, она же вошла на сборник Legend.
Песня получила 37 позицию в списке 500 величайших песен всех времён по версии журнала Rolling Stone.
Возможно, Боб Марли написал текст к песне и (или) мелодию. Тем не менее, авторские права на песню он отдал Винсенту Форду. Форду также принадлежат права на три песни с альбома Rastaman Vibration. Он был другом Марли и содержал бесплатную столовую для нуждающихся в гетто Тренчтауна(Trenchtown), в Кингстоне, где вырос Боб Марли. Авторские отчисления (роялти), получаемые Фордом, позволили ему содержать столовую.
Тренчтаун упомянут в песне «No Woman, No Cry», в таких строчках: 

«I remember when we used to sit. 
In the government yard in Trenchtown»

В этом месте жили известные исполнители регги — Питер Тош и Банни Вэйлер. С 1930-х годов это был район трущоб, населённый сквоттерами. Он служил прибежищем для растафарианских коммун. В 1951 году район был разрушен ураганом «Чарли». После восстановления, он состоял из одно-двухэтажных бетонных домов, с внутренними двориками с общей кухней. Из-за недостатка средств канализации в районе не было. Её заменял открытый сточный ров. К 70-м годам район страдал от безработицы, сильно развилась преступность. Однако, благодаря песне Боба Марли, это место стало привлекать туристов со всего мира.
В концертном варианте «No woman, no cry» исполнялась в темпе 78 ударов в минуту, в то время как у студийной — 96-99 ударов в минуту; в студийной версии используется драм-машина.
Гитарные наложения сделал сессионный музыкант Эл Андерсон, игравший в тот момент в группе Shakatu; в альбоме Live! также звучит его гитара.

## Ассоциации
Отличительная черта песни — задумчивая, элегическая органная мелодия, звучащая на фоне куплетов. Некоторые критики считают, что она написана под влиянием композиции группы Procol Harum «A Whiter Shade of Pale». Основная гармония «C — G — Am — F» совпадает с песней The Beatles — «Let It Be».

## Кавер-версии
Кавер-версии песни исполнялись многими известными артистами. В том числе: Джо Дассен, Чиччолина, Boney M, Rancid, NOFX, Pearl Jam, Nina Simone, Linkin Park,The Fugees.
- В 1999 году группа Чайф сочинила новый текст и записала песню для альбома Шекогали. Песня получила название «Родная, не плачь».
- В 2002 году группа Корабль сделала похожее и на диске Чёрные гитары выпустила песню «Нет бабы нет слёз», смысл слов которой идёт от иной трактовки названия песни.
- В 2004 году рэп-группа Via Chappa перезаписала композицию «По волнам» (записанную в дуэте с Михеем) на мотив «No Woman, No Cry», изменив слова и настроение песни.

## Интересные факты
- В оригинальной версии песни пелось «No, Woman, Nuh cry». Слово «Nuh» на ямайском диалекте — аналог английского «don’t». То есть, фраза значит «Не надо, женщина, не плачь». В тексте песни певец утешает женщин гетто, убеждая их, что в конечном итоге «всё будет хорошо».[2]